# Verscheurd jeugdportret
Verscheurd jeugdportret (De Arbeiderspers/Querido, 1975) is een verzameling jeugdherinneringen van de Vlaamse schrijver Louis Paul Boon.
Hoewel het boek als een doorlopend verhaal leest, gaat het om een bewerkte compilatie van cursiefjes die over een periode van vele jaren geschreven zijn, waarin Boon zijn vroegste jeugd en schooljaren beschrijft. Niet alleen de jonge Boon zelf krijgt gestalte, ook zijn vriendjes en familieleden. Met name de bijzondere band tussen Boon en zijn grootvader de schoenmaker peetje Sooi komt goed uit de verf.